# Jean-Philippe Durand
Jean-Philippe Durand (ur. 11 listopada 1960 w Lyonie) – piłkarz francuski grający na pozycji pomocnika.

## Kariera klubowa
Pierwszym klubem Duranda w karierze była drużyna z Tuluzy o nazwie Toulouse Fontaines. Następnie zawodnik trafił do innego klubu z tego miasta, Toulouse FC i w 1981 roku zadebiutował w jego barwach w Ligue 2. W 1982 roku awansował z "Fioletowymi" do Ligue 1, a od 1983 roku stał się członkiem wyjściowej jedenastki. W drużynie Toulouse występował do końca sezonu 1988/1989 i łącznie rozegrał w niej 62 mecze oraz zdobył dwie bramki.
Latem 1989 roku Durand przeszedł do Girondins Bordeaux. Tam stworzył linię pomocy z takimi zawodnikami jak Bernard Pardo, Jean-Marc Ferreri i Duńczyk Jesper Olsen. Wiosną 1990 roku został z Bordeaux wicemistrzem Francji i jesienią wystąpił w rozgrywkach Pucharu UEFA. Jednak w 1991 roku Bordeaux zostało karnie zdegradowane do Ligue 2 i Jean-Philippe odszedł z klubu.
Latem 1991 roku Durand został zawodnikiem Olympique Marsylia. W nowym zespole zadebiutował 20 lipca w wygranym 1:0 domowym meczu z Lille OSC. W Olympique podobnie jak w Bordeaux walczył o miejsce w pierwszym składzie. Już w 1992 roku został z Marsylią mistrzem kraju, po raz pierwszy i jedyny w swojej karierze. W 1993 roku dotarł z Olympique do finału Ligi Mistrzów. W 61. minucie meczu z Milanem zmienił Jocelyna Anglomę i przyczynił się do zwycięstwa 1:0 oraz zdobycia Pucharu Europy. W 1994 roku Olympique zostało zdegradowane do Ligue 2 za korupcję i Durand na tym szczeblu rozgrywek grał przez dwa lata. W sezonie 1996/1997 grał ponownie w Ligue 1, a po jego zakończeniu przerwał swoją piłkarską karierę. W barwach Olympique rozegrał 168 ligowych meczów oraz strzelił 10 goli.
| Sezon   | Klub               | Kraj    | Rozgrywki | Mecze | Bramki |
| ------- | ------------------ | ------- | --------- | ----- | ------ |
| 1981/82 | Toulouse FC        | Francja | Ligue 2   | 14    | 3      |
| 1982/83 | Toulouse FC        | Francja | Ligue 1   | 12    | 3      |
| 1983/84 | Toulouse FC        | Francja | Ligue 1   | 35    | 4      |
| 1984/85 | Toulouse FC        | Francja | Ligue 1   | 36    | 2      |
| 1985/86 | Toulouse FC        | Francja | Ligue 1   | 30    | 3      |
| 1986/87 | Toulouse FC        | Francja | Ligue 1   | 29    | 7      |
| 1987/88 | Toulouse FC        | Francja | Ligue 1   | 15    | 1      |
| 1988/89 | Toulouse FC        | Francja | Ligue 1   | 24    | 3      |
| 1989/90 | Girondins Bordeaux | Francja | Ligue 1   | 30    | 1      |
| 1990/91 | Girondins Bordeaux | Francja | Ligue 1   | 32    | 1      |
| 1991/92 | Olympique Marsylia | Francja | Ligue 1   | 27    | 2      |
| 1992/93 | Olympique Marsylia | Francja | Ligue 1   | 30    | 0      |
| 1993/94 | Olympique Marsylia | Francja | Ligue 1   | 31    | 2      |
| 1994/95 | Olympique Marsylia | Francja | Ligue 2   | 32    | 1      |
| 1995/96 | Olympique Marsylia | Francja | Ligue 2   | 23    | 1      |
| 1996/97 | Olympique Marsylia | Francja | Ligue 1   | 26    | 4      |

## Kariera reprezentacyjna
W reprezentacji Francji Durand zadebiutował 23 marca 1988 roku w wygranym 2:1 towarzyskim spotkaniu z Hiszpanią. W 1992 roku został powołany przez selekcjonera Michela Platiniego na Euro 92. Tam zagrał we dwóch spotkaniach: zremisowanym 0:0 z Anglią i przegranym 1:2 z Danią. Ogółem w reprezentacji Francji (do końca 1992 roku) rozegrał 26 meczów.